# Maria Elisabeth Lämmerhirt
Maria Elisabeth Lämmerhirt (Erfurt, 24 febbraio 1644 – Eisenach, 1º maggio 1694) è stata la madre di Johann Sebastian Bach.

## Biografia
Era la figlia di Valentin Lämmerhirt (o Lemmerhirt, 1605-1665), un pellicciaio e cocchiere di Erfurt. L'8 aprile 1668 sposò il suo amico d'infanzia, Johann Ambrosius Bach. La coppia lasciò Erfurt nel 1671 per stabilirsi ad Eisenach, dove nel 1685 nacque il loro ottavo figlio, Johann Sebastian Bach.
La sua sorellastra Martha Dorothea fu la madre del compositore e lessicografo Johann Gottfried Walther, che divenne amico di Johann Sebastian.